# Оксид европия(II)
Окси́д евро́пия(II) — бинарное неорганическое соединение металла европия и кислорода с химической формулой {\displaystyle {\ce {EuO}}}, тёмно-красные кристаллы, реагирует с водой.

## Получение
- Восстановление оксида европия(III) углеродом или европием:

{\displaystyle {\ce {Eu2O3\ +C->[1300~^{\circ }{\text{C}}]2EuO\ +CO}}},
{\displaystyle {\ce {Eu2O3\ +Eu->[1220~^{\circ }{\text{C}},\ {\ce {Ar}}]3EuO}}}.
- Взаимодействием оксигалогенидов европия, например, оксида-хлорида европия(III) с гидридом лития в вакууме при 600—800 °C:

{\displaystyle {\ce {EuOCl + 2 LiH -> 2 EuO + 2 LiCl + H2}}}.
- Восстановлением оксида европия(III) лантаном при 1300—1500 °C.
- Восстановлением оксида европия(III) гидридом европия при 800 °C.

## Физические свойства
Оксид европия(II) образует тёмно-красные кристаллы кубической сингонии с периодом решетки 0,51439 нм.
Является ферромагнитным полупроводником с температурой Кюри Тк = 69,3 К и шириной запрещенной энергетической зоны 1,12 эВ. Температура Кюри может быть повышена легированием или приложением внешнего давления.
Вследствие наличия зависимости сдвига края оптического поглощения от степени магнитного порядка в структуре и внешнего магнитного поля, есть возможность регулировать собственную и примесную проводимость оксида европия(II). Для оксида европия(II) при понижении температуры от Тк до 20 К этот сдвиг составляет 0,25 эВ. Следует также отметить, что благодаря большому значению магнитного момента иона европия в состоянии насыщения (~7 μБ) и намагниченности насыщения (2,43 Тл), носители тока в монооксиде европия почти на 100 % поляризованы по спину.
Важным физическим свойством EuO, богатым на металлическую фазу, является наличие перехода металл-диэлектрик. Данный переход сопровождается резким повышением сопротивления на 13 порядков близ точки Кюри при определённых условиях. В температурном диапазоне всего лишь в несколько кельвинов, этот скачок сопротивления является самым большим среди всех известных материалов.
Удельное электрическое сопротивление: 108−1010 Ом·см.
Температура Кюри — Вейса: 76 К.

## Химические свойства
- Реагирует с холодной водой:

{\displaystyle {\ce {EuO + H2O -> Eu(OH)2}}}.
- Реагирует с горячей водой:

{\displaystyle {\ce {2 EuO + 4 H2O -> 2 Eu(OH)3 + H2 ^}}}.
- Реагирует с разбавленными холодными кислотами:

{\displaystyle {\ce {EuO + 2 HCl -> EuCl2 + H2O}}}.
- Реагирует с концентрированными горячими кислотами:

{\displaystyle {\ce {EuO\ +4HNO3->[90~^{\circ }{\text{C}}]Eu(NO3)3\ +2H2O\ +NO2}}}{\displaystyle {\ce {^}}}.

## Применение
Один из потенциальных материалов для применения в спинтронике обладающий высокой спиновой поляризацией.